# Pruszkowo (województwo mazowieckie)
Pruszkowo – wieś sołecka w Polsce położona w województwie mazowieckim, w powiecie płońskim, w gminie Sochocin. Leży nad Wkrą.
W latach 1975–1998 miejscowość położona była w województwie ciechanowskim.